# Cerochroa ruficeps
Cerochroa ruficeps là một loài bọ cánh cứng trong họ Chrysomelidae. Loài này được Gerstacker miêu tả khoa học năm 1855.